# Alpenklubscharte

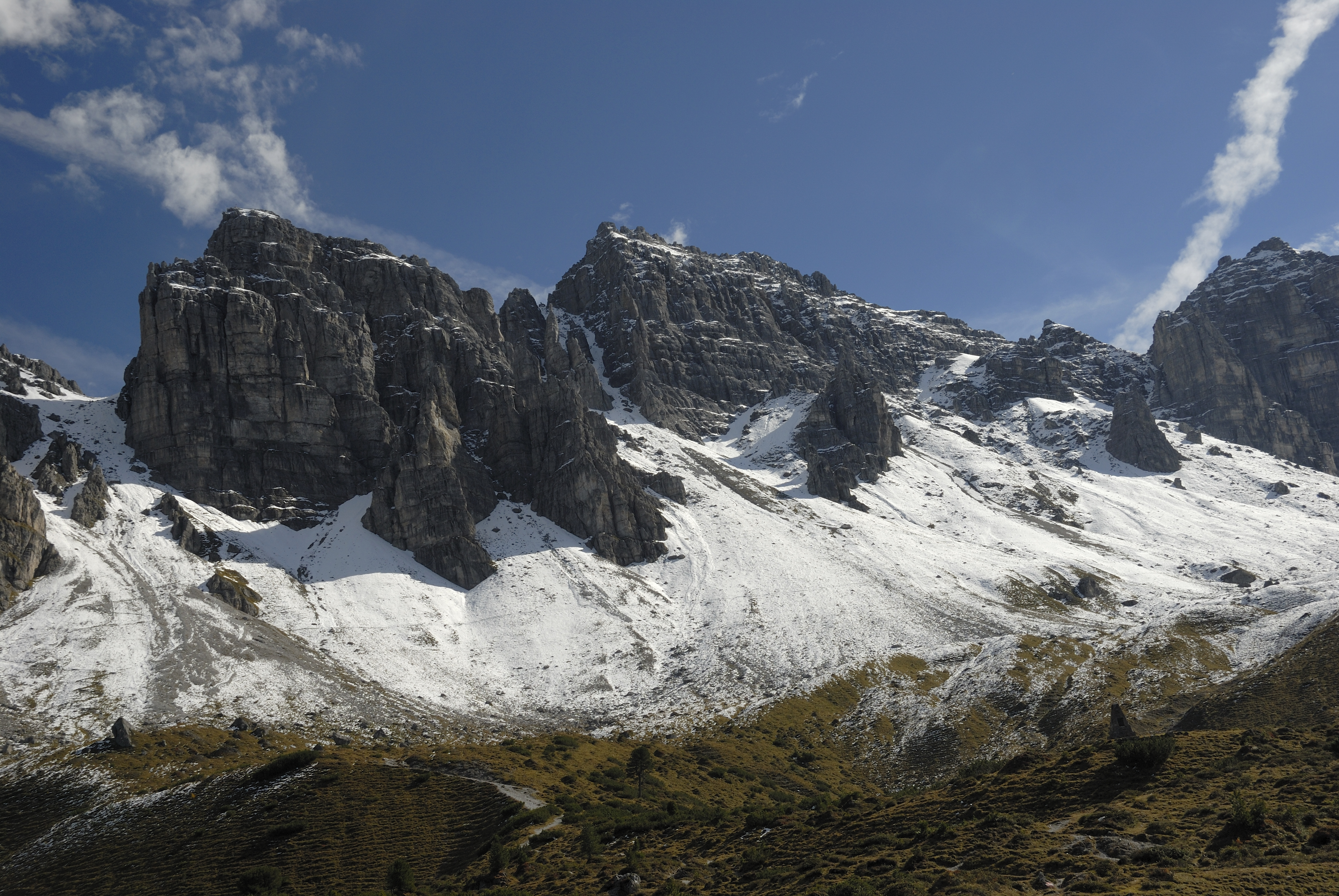
Links: Alpenklubscharte, rechts: Kleine und Große Ochsenwand

Die Alpenklubscharte ist ein 2451 m ü. A. hoher Übergang in den Stubaier Alpen in Tirol von der Adolf-Pichler-Hütte zur Schlicker Alm. Sie liegt zwischen dem 2633 m hohen Steingrubenkogel im Nordosten und der Kleinen Ochsenwand (2553 m) im Südwesten.
Von der Alpenklubscharte führt der Schlicker Klettersteig über die Kleine Ochsenwand zur Großen Ochsenwand sowie den Westgrat auf den Steingrubenkogel. Die Scharte ist von der Mittelstation Froneben in 3 ½ Stunden erreichbar.